# Daniel J. Mitchell
Daniel J. "Dan" Mitchell es un economista libertario estadounidense y uno de los colaboradores principales del Instituti Cato. Es un partidario del impuesto fijo, la competición fiscal, la privacidad financiera y la soberanía fiscal.

## Vida personal
Dan Mitchell nació el 28 de junio de 1958 en Mt. Kisco, Nueva York, creció en Portchester, N.Y. y en Wilton, Connecticut.  Se graduó de la Secundaria Wilton en 1976 y fue a la Universidad de Georgia en Atenas, Georgia.  Luego de graduarse de UGA en 1981 con una licenciatura en Economía, Mitchell obtuvo su Maestría en Economía de la Universidad de Georgia en 1985.[cita requerida]
En 1985, Mitchell se mudó al área metropolitana de Washington D. C. para obtener su doctorado en Economía de la Universidad George Mason.

## Vida profesional
La carrera como economista de Mitchell comenzó en el Senado de los Estados Unidos, trabajando para el senador Bob Packwood de Oregón.  Mitchell dejó ese trabajo en 1990 y comenzó una larga carrera en la Heritage Foundation.  En ella, Mitchell trabajó en casos de políticas fiscales y comenzó a pregonar por una reforma al impuesto sobre la renta.
En 2007, Mitchell dejó la Heritage Foundation y se unió al Cato Institute como colaborador principal. Mitchell continúa trabajando en política fiscal y en temas como el impuesto fijo y competición fiscal internacional.
Además de sus responsabilidades on el Cato Institute, Mitchell fue uno de los fundadores del Center for Freedom and Prosperity, una organización formada para proteger la competición fiscal internacional.

## Publicaciones
El trabajo de Mitchell ha sido publicado en publicaciones como el Wall Street Journal, New York Times, Washington Times, Washington Post, National Review, Villanova Law Review, Public Choice, Journal of Regulation and Social Cost, Emory Law Journal, Forbes, USA Today, Offshore Investment, Playboy, Investor’s Business Daily, y Worldwide Reinsurance Review.
Es el autor de Flat Tax: Freedom, Fairness, Jobs, and Growth (1996), y coautor, junto con Chris Edwards, de Tax Revolution: The Rise of Tax Competition and the Battle to Defend It (2008).
También tiene un blog actualizado casi diariamente en el cual discute temas económicos que afectan la libertad y la propseridad.

## Apariciones en televisión
Mitchell es un comentador frecuente en televisión y ha aparecido en todas las grandes cadenas televisivas estadounidenses como CBS, NBC, ABC, CNBC, FOX, CNN, CNBC y C-SPAN.

## Videos
Mitchell narra una serie de videos de Youtube para el Center of Freedom and Prosperity en temas como el impuesto fijo, paraísos fiscales y la economía keynesiana.